# Richard Wallace (rugby à XV)
Pour les articles homonymes, voir Wallace.
Pas d'image ? Cliquez ici

a Compétitions nationales et continentales officielles uniquement.

b Matchs officiels uniquement.
Richard Michael Wallace, né le 16 janvier 1968 à Cork, est un joueur de rugby à XV, qui joue avec l'équipe d'Irlande de 1991 à 1998, évoluant au poste d'ailier. Ses frères David et Paul sont tous d'anciens internationaux irlandais et des touristes avec les Lions. Aujourd'hui Wellace est Pilote de ligne en tant que Commandant de Bord pour la compagnie Cityjet. 

## Carrière

### En club
Il a participé à 6 matchs de coupe d'Europe de rugby de 1995 à 1997 (10 points, 2 essais).
- 1995-1997 : Munster (Ligue Celte) une Ligue celte en 1997 ?
- 1997-1998 : Saracens (Championnat d'Angleterre)

### En équipe nationale
Il a eu sa première cape internationale le 20 juillet 1991 avec l'équipe d'Irlande contre l'équipe de Namibie.
- 29 sélections
- 23 points (5 essais)
- Sélections par année : 1 en 1991, 5 en 1992, 5 en 1993, 4 en 1994, 6 en 1995, 4 en 1996, 4 en 1998
- Tournois des Cinq Nations disputés: 1992, 1993, 1994, 1995, 1996, 1998
- Participations à la Coupe du monde : 1995 (3 matchs, 3 comme titulaire)